# Jamie Morgan
Jamie Morgan (* 8. Juni 1971 in Sydney) ist ein ehemaliger australischer Tennisspieler.

## Leben
Morgan begann im Alter von neun Jahren mit dem Tennissport und erhielt als Heranwachsender seine Ausbildung am Australian Institute of Sport. 1989 erreichte er beim Juniorenturnier der French Open das Halbfinale. Im darauf folgenden Jahr wurde er Tennisprofi und konnte noch im selben Jahr den Einzeltitel beim ATP-Challenger-Turnier von Guam erringen. Dies sollte jedoch der einzige Einzeltitel seiner Karriere bleiben, hinzu kamen zwei Challenger-Doppeltitel. Zwischen 1992 und 1994 stand er dreimal im Finale eines ATP-Turniers, war jedoch jeweils seinem Gegner unterlegen. Seine höchste Notierung in der Tennis-Weltrangliste erreichte er 1993 mit Position 52 im Einzel sowie 1995 mit Position 122 im Doppel.
Sein bestes Einzelergebnis bei einem Grand-Slam-Turnier war das Erreichen des Achtelfinales der US Open 1993, wo er nach Siegen unter anderem über Francisco Clavet und Carlos Costa in fünf Sätzen an Wally Masur scheiterte. In der Doppelkonkurrenz erreichte er zwei Mal die zweite Runde der Australian Open. Im Mixed trat er jeweils einmal bei den Australian Open und in Wimbledon an, schied jedoch jeweils in der ersten Runde aus.
Morgan spielte 1994 zwei Einzelpartien für die australische Davis-Cup-Mannschaft. Bei der 1:4-Niederlage gegen Russland gewann er sein Einzel gegen Alexander Wolkow und verlor gegen Jewgeni Kafelnikow.

## Erfolge
| Legende                       |
| Grand Slam                    |
| Tennis Masters Cup            |
| ATP Masters Series            |
| ATP International Series Gold |
| ATP International Series      |
| ATP Challenger Tour (3)       |

### Einzel

#### Turniersiege
| Nr. | Datum            | Turnier | Belag     | Finalgegner | Ergebnis |
| --- | ---------------- | ------- | --------- | ----------- | -------- |
| 1.  | 3. Dezember 1990 | Guam    | Hartplatz | Chuck Adams | 6:2, 7:6 |

#### Finalteilnahmen
| Nr. | Datum            | Turnier       | Belag     | Finalgegner    | Ergebnis      |
| --- | ---------------- | ------------- | --------- | -------------- | ------------- |
| 1.  | 24. August 1992  | Schenectady   | Hartplatz | Wayne Ferreira | 2:6, 7:6, 2:6 |
| 2.  | 19. Oktober 1992 | Taipeh        | Teppich   | Jim Grabb      | 3:6, 3:6      |
| 3.  | 9. Mai 1994      | Coral Springs | Sand      | Luiz Mattar    | 4:6, 6:3, 3:6 |

### Doppel

#### Turniersiege
| Nr. | Datum             | Turnier      | Belag     | Finalgegner     | Ergebnis                  |          |
| --- | ----------------- | ------------ | --------- | --------------- | ------------------------- | -------- |
| 1.  | 20. November 1989 | Hobart       | Teppich   | Todd Woodbridge | Roger Rasheed Carl Turich | 7:6, 7:6 |
| 2.  | 4. Mai 1992       | Kuala Lumpur | Hartplatz | Sandon Stolle   | Tommy Ho Patrick Rafter   | 6:4, 7:6 |